# ディズニー・オールスター・ミュージック・リゾート
ディズニー・オールスター・ミュージック・リゾート (Disney's All-Star Music Resort) は、アメリカのフロリダ州､ウォルト・ディズニー・ワールド・リゾートにあるディズニーホテル。
音楽をテーマにするファミリー向けのホテル。

## 客室

### 客室設備
- ボイスメール
- テレビ
- AM/FMラジオ
- 目覚まし時計
- ディズニーチャンネル
- アイロン/アイロン台
- セーフティボックス
- 高速インターネット・アクセス

### アメニティ
- シャンプー・コンディショナー
- 石鹸
- 洗顔石鹸

### 面積
- 24㎡

## 施設

### 飲食施設
インターミッション・フードコート
フードコート。
ピザ・デリバリー
ピザ。
シンギング・スピリッツ・プールバー
プールサイドの軽食・ドリンクバー。

### 商業施設
マエストロ・ミッキーズ
キャラクターグッズ。
カリカチャー・コネクション
似顔絵スタンド。
ヘア・ラップ
ヘアラップスタンド

### 娯楽施設
- プール
2カ所
- ゴルフ場
- ゲームルーム
1カ所
- プレイグラウンド
- ジョギング・コース
- スパ
- アクティビティ

## パークへのアクセス
- マジック・キングダムバスで20分
- ディズニー・アニマル・キングダムバスで5分
- ディズニー・ハリウッド・スタジオバスで10分
- エプコットバスで15分